# Principat de Càpua

El ducat de Benevent cap al. Càpua Vetere era la capital d'un Gastaldo (comtat) beneventano.

El Principat de Càpua va ser un principat longobard del sud de la península Itàlica durant l'edat mitjana.

## Història
La ciutat de Càpua fou una antiga ciutat de l'Imperi Romà, una de les més importants del sud de la península. Va pertànyer al ducat de Benevent fins que a la mort de Sicard a meitats del segle ix passà al nou Principat de Salern. Aprofitant la confusió creada per la guerra civil que es produí, Landulf s'autoproclamà príncep de Càpua. L'any 841 la ciutat fou saquejada pels sarraïns. Landulf i el seu fill Lando reconstruïren la ciutat, fortificant-la al turó Triflisco. L'any 862 el príncep Pando es declarà independent de Salerno definitivament. A la mort de Pando, la disputa per la successió inicià una nova guerra civil. Amb la pujada al poder d'Atenulf l'any 887 s'inicià un nou sistema de govern en el que el successor al tron era associat al poder com a co-príncep. D'aquesta manera s'aturaren les crisis successòries.
L'any 899 Atenulf I derrotà Radelchis II i conquerí Benevent, declarant Càpua i Benevent inseparables. A més, sota Pandulf cap d'acer (978) el principat de Salern també fou incorporat als dominis de Càpua. Tots els territoris longobards restaren units quan l'emperador Otó I donà a Pandulf el títol de duc de Spoleto. A la seva mort, però, el territori fou dividit entre els seus fills. Landulf IV rebé Benevent-Càpua i Pandulf II Salern.
Càpua visqué el mateix final que la resta dels principats llombards. L'any 1058 el comte normand Ricard d'Aversa, de la família Drengot, conquerí la ciutat. Entre 1090 i 1098 pujà al poder el llombard Lando, amb el suport del poble. Però amb el canvi de segle Ricard II recuperà el tron amb l'ajuda dels principats normands veïns. Durant vint anys (1135-1155) el principat estigué en mans del normand Roger II de Sicília.

## Prínceps de Càpua
Prínceps llombards de Càpua:
- 840–843 : Landulf I
- 843–861 : Lando I
- 861-861 : Lando II
- 861–862 : Pando
- 862-863 : Pandenulf (deposat)
- 863–879 : Landulf II (usurpador)
- 879-882 : Pandenulf (reinstaurat)
- 882–885 : Lando III
- 885–887 : Landenulf I
- 887–910 : Atenulf I 
  - 901–910 : Landulf III (co-príncep)
- 910–943 : Landulf III
  - 911–940 : Atenulf II (co-príncep)
  - 940–943 : Landulf IV (co-príncep)
  - 933–943 : Atenulf III Carinola (co-príncep)
- 943–961 : Landulf IV el vermell
  - 943–961 : Pandulf I cap d'acer (co-príncep)
  - 959–961 : Landulf V (co-príncep)
- 961–968 : Landulf V
- 961–981 : Pandulf I cap d'acer (duc de Spoleto (des de 967), Salern (des de 978) i Benevent (des de 961))
  - 968–981 : Landulf VI (co-príncep)
- 981–982 : Landulf VI
- 982–993 : Landenulf II
- 993–999 : Laidulf
- 999-999 : Ademar
- 999–1007 : Landulf VII
- 1007-1022 : Pandulf II 
  - 1009–1014 : Pandulf III (co-príncep)
- 1016-1022 : Pandulf IV
- 1022-1026 : Pandulf V (també comte de Teano)
- 1026-1038 : Pandulf IV (segon cop)
- 1038-1047 : Guaimar (també príncep de Salern)
- 1047-1050 : Pandulf IV (tercer cop)
- 1050-1057 : Pandulf VI
- 1057-1058 : Landulf VIII

Prínceps normands de Càpua:
- 1058-1078 : Ricard I
- 1078-1091 : Jordà I
- 1091-1106 : Ricard II
  - 1092-1098 : Lando IV (llombard)
- 1106-1120 : Robert I
- 1120-1120 : Ricard III
- 1120-1127 : Jordà II
- 1127-1156 : Robert II
  - 1135-1144 : Alfons (candidat de Roger II de Sicília)
  - 1144-1154 : Guillem (candidat de Roger II de Sicília)
- 1155-1158 : Robert III
- 1166-1172 : Enric